# Zaid Qunbar
Zaid Ashraf Omar Qunbar (in arabo زيد أشرف عمر القنبر‎?; Gerusalemme, 4 settembre 2002) è un calciatore palestinese, attaccante dell'Al-Ahly Bengasi e della nazionale palestinese.

## Carriera

### Club
Ha giocato nella prima divisione libica.

### Nazionale
Ha giocato nella nazionale palestinese Under-23.
Ha debuttato in nazionale maggiore il 16 novembre 2023, in Libano-Palestina (0-0), subentrando a Saleh Chihadeh al minuto 65. Ha messo a segno la sua prima rete con la selezione palestinese il 23 gennaio 2024, in Hong Kong-Palestina (0-3), siglando il gol del momentaneo 0-2 al minuto 48. Ha partecipato, con la selezione palestinese, alla Coppa d'Asia 2023. È sceso in campo, inoltre, nelle qualificazioni ai Mondiali 2026.

## Statistiche

### Cronologia presenze e reti in nazionale
Statistiche aggiornate al 29 dicembre 2024.

| Cronologia completa delle presenze e delle reti in nazionale ― Palestina | Cronologia completa delle presenze e delle reti in nazionale ― Palestina | Cronologia completa delle presenze e delle reti in nazionale ― Palestina | Cronologia completa delle presenze e delle reti in nazionale ― Palestina | Cronologia completa delle presenze e delle reti in nazionale ― Palestina | Cronologia completa delle presenze e delle reti in nazionale ― Palestina | Cronologia completa delle presenze e delle reti in nazionale ― Palestina | Cronologia completa delle presenze e delle reti in nazionale ― Palestina |
| Data                                                                     | Città                                                                    | In casa                                                                  | Risultato                                                                | Ospiti                                                                   | Competizione                                                             | Reti                                                                     | Note                                                                     |
| ------------------------------------------------------------------------ | ------------------------------------------------------------------------ | ------------------------------------------------------------------------ | ------------------------------------------------------------------------ | ------------------------------------------------------------------------ | ------------------------------------------------------------------------ | ------------------------------------------------------------------------ | ------------------------------------------------------------------------ |
| 16-11-2023                                                               | Sharjah                                                                  | Libano                                                                   | 0 – 0                                                                    | Palestina                                                                | Qual. Mondiali 2026                                                      | -                                                                        | 65’                                                                      |
| 21-11-2023                                                               | Al Kuwait                                                                | Palestina                                                                | 0 – 1                                                                    | Australia                                                                | Qual. Mondiali 2026                                                      | -                                                                        | 87’                                                                      |
| 7-1-2024                                                                 | Doha                                                                     | Palestina                                                                | 0 – 1                                                                    | Uzbekistan                                                               | Amichevole                                                               | -                                                                        | 46’                                                                      |
| 9-1-2024                                                                 | Al Wakrah                                                                | Arabia Saudita                                                           | 0 – 0                                                                    | Palestina                                                                | Amichevole                                                               | -                                                                        | 46’                                                                      |
| 14-1-2024                                                                | Al Rayyan                                                                | Iran                                                                     | 4 – 1                                                                    | Palestina                                                                | Coppa d'Asia 2023 - Gironi                                               | -                                                                        | 51’ 65’                                                                  |
| 18-1-2024                                                                | Al Wakrah                                                                | Palestina                                                                | 1 – 1                                                                    | Emirati Arabi Uniti                                                      | Coppa d'Asia 2023 - Gironi                                               | -                                                                        | 80’                                                                      |
| 23-1-2024                                                                | Doha                                                                     | Hong Kong                                                                | 0 – 3                                                                    | Palestina                                                                | Coppa d'Asia 2023 - Gironi                                               | 1                                                                        | 69’                                                                      |
| 29-1-2024                                                                | Al Khor                                                                  | Qatar                                                                    | 2 – 1                                                                    | Palestina                                                                | Coppa d'Asia 2023 - Ottavi di finale                                     | -                                                                        | 83’                                                                      |
| 26-3-2024                                                                | Dacca                                                                    | Bangladesh                                                               | 0 – 1                                                                    | Palestina                                                                | Qual. Mondiali 2026                                                      | -                                                                        | 61’                                                                      |
| 6-6-2024                                                                 | Doha                                                                     | Palestina                                                                | 0 – 0                                                                    | Libano                                                                   | Qual. Mondiali 2026                                                      | -                                                                        | 53’                                                                      |
| 5-9-2024                                                                 | Seoul                                                                    | Corea del Sud                                                            | 0 – 0                                                                    | Palestina                                                                | Qual. Mondiali 2026                                                      | -                                                                        | 81’                                                                      |
| 10-10-2024                                                               | Basra                                                                    | Iraq                                                                     | 1 – 0                                                                    | Palestina                                                                | Qual. Mondiali 2026                                                      | -                                                                        | 80’                                                                      |
| 15-10-2024                                                               | Doha                                                                     | Palestina                                                                | 2 – 2                                                                    | Kuwait                                                                   | Qual. Mondiali 2026                                                      | 1                                                                        | 75’                                                                      |
| 14-11-2024                                                               | Mascate                                                                  | Oman                                                                     | 1 – 0                                                                    | Palestina                                                                | Qual. Mondiali 2026                                                      | -                                                                        | 66’                                                                      |
| 19-11-2024                                                               | Amman                                                                    | Palestina                                                                | 1 – 1                                                                    | Corea del Sud                                                            | Qual. Mondiali 2026                                                      | 1                                                                        | 90’                                                                      |
| Totale                                                                   |                                                                          | Presenze                                                                 | 15                                                                       |                                                                          | Reti                                                                     | 3                                                                        |                                                                          |

## Palmarès

### Club

#### Competizioni nazionali
- Prima Lega della Cisgiordania: 1

Jabal Al-Mukaber: 2022-2023